# Дампір-Банбері – Віндімурра/Маунт-Магнет
Дампір-Банбері — Віндімурра/Маунт-Магнет — газопровід на заході Австралії. Офіційно відомий як Mid West Pipeline (MWP).
Трубопровід, який починається в районі компресорної станції № 7 газопровідної системи Дампір – Банбері, ввели в дію у 1999 році з першочерговою метою забезпечення потреб ванадієвого проєкту Віндімурра. Він має довжину 353 кілометри, виконаний у діаметрах 203 мм та 178 мм і забезпечує пропускну здатність у 0,28 млн м3 на добу.
Віндімурра припинив діяльність вже у 2003-му (і станом на 2024 рік так і не відновив її, хоча спроби перезапуску тривають), проте газопровід продовжив транспортувати блакитне паливо для виробництва електроенергії у золотовидобувному регіоні Маунт-Магнет, куди веде відгалуження завдовжки 11 кілометрів з пропускною здатністю 0,11 млн м3 на добу.
Також можливо відзначити, що в першій половині 2020-х паралельно MWP пройшов газопровід Northern Goldfields Interconnect, що має постачати розташовані далі на схід гірничодобувні підприємства.